# 後天國
後天國或称蔡友根政权，中华人民共和国已镇压的秘密结社政权。
蔡友根是浙江绍兴县人，后天道（九宫道）首领。1952年12月11日，蔡友根在浙江绍兴县漓渚镇称帝，后很快被中华人民共和国政府平定。